# Piłka ręczna na igrzyskach azjatyckich
Piłka ręczna na igrzyskach azjatyckich – międzynarodowe zawody w piłce ręcznej rozgrywane w ramach igrzysk azjatyckich.
W programie tej imprezy piłka ręczna znajduje się od dziewiątej edycji rozegranej w Nowym Delhi w 1982 roku.

## Łączna klasyfikacja medalowa
| Klasyfikacja medalowa | Klasyfikacja medalowa | Klasyfikacja medalowa | Klasyfikacja medalowa | Klasyfikacja medalowa | Klasyfikacja medalowa |
| Miejsce               | Reprezentacja         | Złoto                 | Srebro                | Brąz                  | Razem                 |
| --------------------- | --------------------- | --------------------- | --------------------- | --------------------- | --------------------- |
| 1                     | Korea Południowa      | 13                    | 1                     | 3                     | 17                    |
| 2                     | Chiny                 | 2                     | 3                     | 3                     | 8                     |
| 3                     | Katar                 | 2                     | 1                     | 1                     | 4                     |
| 4                     | Kuwejt                | 1                     | 2                     | 0                     | 3                     |
| 5                     | Japonia               | 0                     | 6                     | 6                     | 11                    |
| 6                     | Kazachstan            | 0                     | 2                     | 1                     | 3                     |
| 7                     | Iran                  | 0                     | 1                     | 1                     | 2                     |
| 7                     | Bahrajn               | 0                     | 1                     | 1                     | 2                     |
| 9                     | Korea Północna        | 0                     | 1                     | 0                     | 1                     |
| 10                    | Arabia Saudyjska      | 0                     | 0                     | 1                     | 1                     |
| 10                    | Chińskie Tajpej       | 0                     | 0                     | 1                     | 1                     |
| Razem                 | Razem                 | 18                    | 18                    | 18                    | 54                    |

## Mężczyźni

### Turnieje
| Rok  | Gospodarz  |                  | Złoto            | Srebro           | Brąz |
| ---- | ---------- | ---------------- | ---------------- | ---------------- | ---- |
| 1982 | Nowe Delhi | Chiny            | Japonia          | Korea Południowa |      |
| 1986 | Seul       | Korea Południowa | Chiny            | Japonia          |      |
| 1990 | Pekin      | Korea Południowa | Japonia          | Arabia Saudyjska |      |
| 1994 | Hiroszima  | Korea Południowa | Japonia          | Chiny            |      |
| 1998 | Bangkok    | Korea Południowa | Kuwejt           | Japonia          |      |
| 2002 | Changwon   | Korea Południowa | Kuwejt           | Katar            |      |
| 2006 | Doha       | Kuwejt           | Katar            | Iran             |      |
| 2010 | Kanton     | Korea Południowa | Iran             | Japonia          |      |
| 2014 | Inczon     | Katar            | Korea Południowa | Bahrajn          |      |
| 2018 | Dżakarta   | Katar            | Bahrajn          | Korea Południowa |      |

### Tabela medalowa
| Lp. | Państwo          | Złoto | Srebro | Brąz | Razem |
| --- | ---------------- | ----- | ------ | ---- | ----- |
| 1.  | Korea Południowa | 6     | 1      | 2    | 9     |
| 2.  | Katar            | 2     | 1      | 1    | 4     |
| 3.  | Kuwejt           | 1     | 2      | 0    | 3     |
| 4.  | Chiny            | 1     | 1      | 1    | 3     |
| 5.  | Japonia          | 0     | 3      | 3    | 6     |
| 6.  | Bahrajn          | 0     | 1      | 1    | 2     |
| =   | Iran             | 0     | 1      | 1    | 2     |
| 8.  | Arabia Saudyjska | 0     | 0      | 1    | 1     |

### Tabela wyników
| Państwo                      | 1982 | 1986 | 1990 | 1994 | 1998 | 2002 | 2006 | 2010 | 2014 | 2018 | Występy |
| ---------------------------- | ---- | ---- | ---- | ---- | ---- | ---- | ---- | ---- | ---- | ---- | ------- |
| Arabia Saudyjska             | 5    | –    | 3    | 5    | –    | –    | 8    | 4    | 7    | 6    | 7       |
| Bahrajn                      | 6    | –    | –    | –    | –    | 6    | 7    | 6    | 3    | 2    | 6       |
| Chiny                        | 1    | 2    | 4    | 3    | 6    | 7    | 11   | 7    | 10   | –    | 9       |
| Chińskie Tajpej              | –    | –    | –    | –    | –    | 5    | –    | –    | 8    | 9    | 3       |
| Hongkong                     | –    | 6    | –    | –    | –    | –    | 13   | 10   | 11   | 8    | 5       |
| Indie                        | 8    | –    | –    | –    | –    | –    | 12   | 9    | 14   | 10   | 5       |
| Indonezja                    | –    | –    | –    | –    | –    | –    | –    | –    | –    | 12   | 1       |
| Irak                         | –    | –    | –    | –    | –    | –    | –    | –    | –    | 7    | 1       |
| Iran                         | –    | 5    | –    | –    | 4    | –    | 3    | 2    | 4    | 5    | 6       |
| Japonia                      | 2    | 3    | 2    | 2    | 3    | 4    | 6    | 3    | 9    | 4    | 10      |
| Katar                        | –    | –    | –    | –    | 7    | 3    | 2    | 5    | 1    | 1    | 6       |
| Korea Południowa             | 3    | 1    | 1    | 1    | 1    | 1    | 4    | 1    | 2    | 3    | 10      |
| Korea Północna               | –    | –    | 5    | –    | –    | –    | –    | –    | –    | –    | 1       |
| Kuwejt                       | 4    | 4    | –    | 4    | 2    | 2    | 1    | 8    | 5    | –    | 8       |
| Liban                        | –    | –    | –    | –    | –    | –    | 9    | –    | –    | –    | 1       |
| Makau                        | –    | –    | –    | –    | –    | –    | 15   | –    | –    | –    | 1       |
| Malezja                      | –    | –    | –    | –    | –    | –    | –    | –    | –    | 13   | 1       |
| Mongolia                     | –    | –    | –    | –    | –    | 9    | –    | 11   | 12   | –    | 3       |
| Oman                         | –    | –    | –    | –    | –    | –    | –    | –    | 6    | –    | 1       |
| Pakistan                     | –    | –    | –    | –    | –    | –    | –    | –    | –    | 11   | 1       |
| Syria                        | –    | –    | –    | –    | –    | –    | 5    | –    | –    | –    | 1       |
| Tajlandia                    | –    | –    | –    | –    | 8    | –    | –    | –    | –    | –    | 1       |
| Uzbekistan                   | –    | –    | –    | –    | –    | –    | 14   | –    | –    | –    | 1       |
| Zjednoczone Emiraty Arabskie | 7    | –    | 6    | –    | 5    | 8    | 10   | –    | 13   | –    | 6       |
| Państwo                      | 1982 | 1986 | 1990 | 1994 | 1998 | 2002 | 2006 | 2010 | 2014 | 2018 | Występy |

## Kobiety

### Turnieje
| Rok  | Gospodarz |                  | Złoto          | Srebro           | Brąz |
| ---- | --------- | ---------------- | -------------- | ---------------- | ---- |
| 1990 | Pekin     | Korea Południowa | Chiny          | Chińskie Tajpej  |      |
| 1994 | Hiroszima | Korea Południowa | Japonia        | Chiny            |      |
| 1998 | Bangkok   | Korea Południowa | Korea Północna | Japonia          |      |
| 2002 | Changwon  | Korea Południowa | Kazachstan     | Chiny            |      |
| 2006 | Doha      | Korea Południowa | Kazachstan     | Japonia          |      |
| 2010 | Kanton    | Chiny            | Japonia        | Korea Południowa |      |
| 2014 | Incheon   | Korea Południowa | Japonia        | Kazachstan       |      |
| 2018 | Dżakarta  | Korea Południowa | Chiny          | Japonia          |      |

### Tabela medalowa
| Lp. | Państwo          | Złoto | Srebro | Brąz | Razem |
| --- | ---------------- | ----- | ------ | ---- | ----- |
| 1.  | Korea Południowa | 7     | 0      | 1    | 8     |
| 2.  | Chiny            | 1     | 2      | 2    | 5     |
| 3.  | Japonia          | 0     | 3      | 3    | 6     |
| 4.  | Kazachstan       | 0     | 2      | 1    | 3     |
| 5.  | Korea Północna   | 0     | 1      | 0    | 1     |
| 6.  | Chińskie Tajpej  | 0     | 0      | 1    | 1     |

### Tabela wyników
| Państwo          | 1990 | 1994 | 1998 | 2002 | 2006 | 2010 | 2014 | 2018 | Występy |
| ---------------- | ---- | ---- | ---- | ---- | ---- | ---- | ---- | ---- | ------- |
| Chiny            | 2    | 3    | 4    | 3    | 4    | 1    | 4    | 2    | 8       |
| Chińskie Tajpej  | 3    | –    | –    | –    | 5    | 6    | –    | –    | 3       |
| Hongkong         | 6    | –    | –    | –    | –    | –    | 6    | 7    | 3       |
| Indie            | –    | –    | –    | –    | 8    | 8    | 8    | 9    | 4       |
| Indonezja        | –    | –    | –    | –    | –    | –    | –    | 8    | 1       |
| Japonia          | 5    | 2    | 3    | 4    | 3    | 2    | 2    | 3    | 8       |
| Katar            | –    | –    | –    | –    | –    | 9    | –    | –    | 1       |
| Kazachstan       | –    | 4    | 5    | 2    | 2    | 4    | 3    | 6    | 7       |
| Korea Południowa | 1    | 1    | 1    | 1    | 1    | 3    | 1    | 1    | 8       |
| Korea Północna   | 4    | –    | 2    | 5    | –    | 5    | –    | 5    | 5       |
| Malediwy         | –    | –    | –    | –    | –    | –    | 9    | –    | 1       |
| Malezja          | –    | –    | –    | –    | –    | –    | –    | 10   | 1       |
| Tajlandia        | –    | –    | 6    | –    | 7    | 7    | 7    | 4    | 5       |
| Uzbekistan       | –    | –    | –    | –    | 6    | –    | 5    | –    | 2       |
| Państwo          | 1990 | 1994 | 1998 | 2002 | 2006 | 2010 | 2014 | 2018 | Występy |